# Passage (uitgeverij)
Uitgeverij Passage is een zelfstandige, zich op het Nederlands taalgebied richtende uitgeverij, gevestigd te Groningen. 

## Geschiedenis
De uitgeverij werd in 1991 opgericht door Anton Scheepstra. Uitgeverij Passage geeft fictie en non-fictie uit. Dankzij de aanwezigheid van de Rijksuniversiteit Groningen en de Hanzehogeschool is de gemiddelde leeftijd in de stad Groningen relatief laag, terwijl de opleidingsgraad in vergelijking tot andere steden juist hoog is. Dat zorgt er onder meer voor dat er bovengemiddeld veel jonge schrijvers en dichters in deze stad wonen. Vooral in de jaren negentig van de vorige eeuw leverde dit een levendig literair klimaat op. Aanvankelijk viste uitgever Scheepstra overwegend in deze vijver, met als gevolg dat Uitgeverij Passage een belangrijke rol ging spelen bij het ontstaan van wat wel genoemd wordt de nieuwe Groninger School. Uitgeverij Passage gaf ook het ‘literaire leesblad’ Schrijver & Caravan uit, waarin jonge bekende en nog onbekende auteurs nieuw proza en nieuwe gedichten publiceerden. Na verloop van tijd meldden ook auteurs uit het westen en zuiden van het land zich bij de uitgeverij, wat er inmiddels toe geleid heeft dat Uitgeverij Passage zijn ‘Groningse` karakter is kwijtgeraakt.

## Profiel
Uitgeverij Passage brengt zijn uitgaven onder in de volgende categorieën:
1. Proza
2. Poëzie
3. Groningen
4. Geschiedenis
5. Muziek en theater
6. Wetenschap
7. Reizen en toerisme
8. Diversen.

Literaire auteurs die hun werk bij Uitgeverij Passage laten uitgeven zijn onder anderen: Anneke Claus, Anjet Daanje, Mathijs Deen, Lupko Ellen, Bart FM Droog, Sieger M. Geertsma, Karel ten Haaf, Tjitse Hofman, Harmen Lustig, Renée Luth, Ronald Ohlsen, Diana Ozon, Selma Parmentier, Simon Vinkenoog, Judith Visser, Nyk de Vries en Arjan Witte.
Maandelijks organiseert de uitgeverij in Cultureel studentencentrum Usva te Groningen Proza Proeven. Daarbij lezen Passage- en andere auteurs nieuw en nog ongepubliceerd werk voor aan het publiek. Prozaïsten die bij Proza Proeven het podium bestegen zijn onder anderen: Maria van Daalen, Harmen Lustig, Peter Middendorp, Max Niematz, Ronald Ohlsen, Meindert Talma en Vrouwkje Tuinman.